# Salute to the Streetz
Salute to the Streetz — спільний альбом реперів Севіона Саддама та Young Buck, виданий як завантаження музики 1 червня 2012 р. лейблом CPK Musik.
На «Birdshit», «My City», «Bang Dat» та «On the Line» існують відеокліпи. 9 травня 2012 Севіон Саддам оприлюднив через свій обліковий запис у Твіттері чотири композиції з платівки, зокрема інтро «Salute». Він також назвав дату випуску й зазначив, що реліз міститиме 14 треків.

## Список пісень
| #   | Назва                                                       | Продюсер   | Тривалість |
| --- | ----------------------------------------------------------- | ---------- | ---------- |
| 1.  | «Salute»                                                    | Young Seph | 3:14       |
| 2.  | «My City Rmx»                                               | Young Seph | 3:45       |
| 3.  | «Put It All on the Line»                                    | Young Seph | 3:30       |
| 4.  | «Birdshit»                                                  | Young Seph | 3:43       |
| 5.  | «Shine on Em»                                               | Young Seph | 3:18       |
| 6.  | «Mr. Sportscenter (Throw Away Money)» (з участю Slim Gutta) | Young Seph | 4:24       |
| 7.  | «Gangsta Dick»                                              | Young Seph | 2:52       |
| 8.  | «If I Had U»                                                | Young Seph | 3:38       |
| 9.  | «Rucker»                                                    | Young Seph | 2:42       |
| 10. | «Bang Dat»                                                  | Young Seph | 2:58       |
| 11. | «Tourchure» (з участю Ion Philly)                           | Young Seph | 4:04       |
| 12. | «Word Iz»                                                   | Young Seph | 4:15       |
| 13. | «He Snitchin» (з участю Hugg E Bear)                        | Young Seph | 2:55       |
| 14. | «Struggling» (з участю Charlie P та Lin Mercer)             | Young Seph | 4:31       |